# Tlustec
Tlustec (německy Tölzberg) je kopec ležící na severním okraji Ralské pahorkatiny, v okresech Česká Lípa a okrese Liberec, zhruba 2 km východně od obce Brniště. Kopec je znám hlavně díky kontroverzní těžbě čediče. Hranice mezi okresy Česká Lípa a Liberec prochází přes vrchol kopce a rozděluje také území kamenolomu.

## Popis kopce
Kopec je samostatně stojící dominantou, zdáli z jihu dobře viditelnou i s lomy na svazích. Vysoký je 592 m n. m., převyšuje tedy kopce v okolí o 100 metrů. Je zhruba 1,5 km na východ od železniční zastávky u obce Brniště na trati 086 z Liberce do České Lípy. Z nejbližší obce Luhov, 1 km jižně, vede v serpentinách cesta k vrcholu. Ze západní strany je obtékán Panenským potokem. Geomorfologicky je řazen do Zákupské pahorkatiny, okrsku Cvikovská pahorkatina, které jsou součástí pahorkatiny Ralské. Okolí i samotný kopec jsou jen málo zalesněné. Vrchol a severní část se nachází na území obce Jablonné v Podještědí (katastr Postřelná č. 726192), jižní část včetně lomu spadá pod katastr Luhov u Mimoně č. 688584 (obec Brniště). Kopec je tvořen nefelininitickým basanitem, který byl těžen ve dvou lomech.

## Lomy na Tlustci
První požadavek na otevření lomů vzneslo ředitelství Železničního stavitelství v Ostrově nad Ohří v roce 1968. Vypracovaný projekt počítal s odtěžením až na kótu 420 m n. m. Kamenivo bylo určené pro železnice v Severočeském kraji. Projekt byl schválen, protože Tlustec nebyl považován za cenný oproti Ralsku a Lipce, které státní ochrana chtěla zachránit. V roce 1982 bylo zahájeno kácení lesa, zbudována příjezdová cesta a technické zázemí kamenolomů a poté těžba kamení začala.

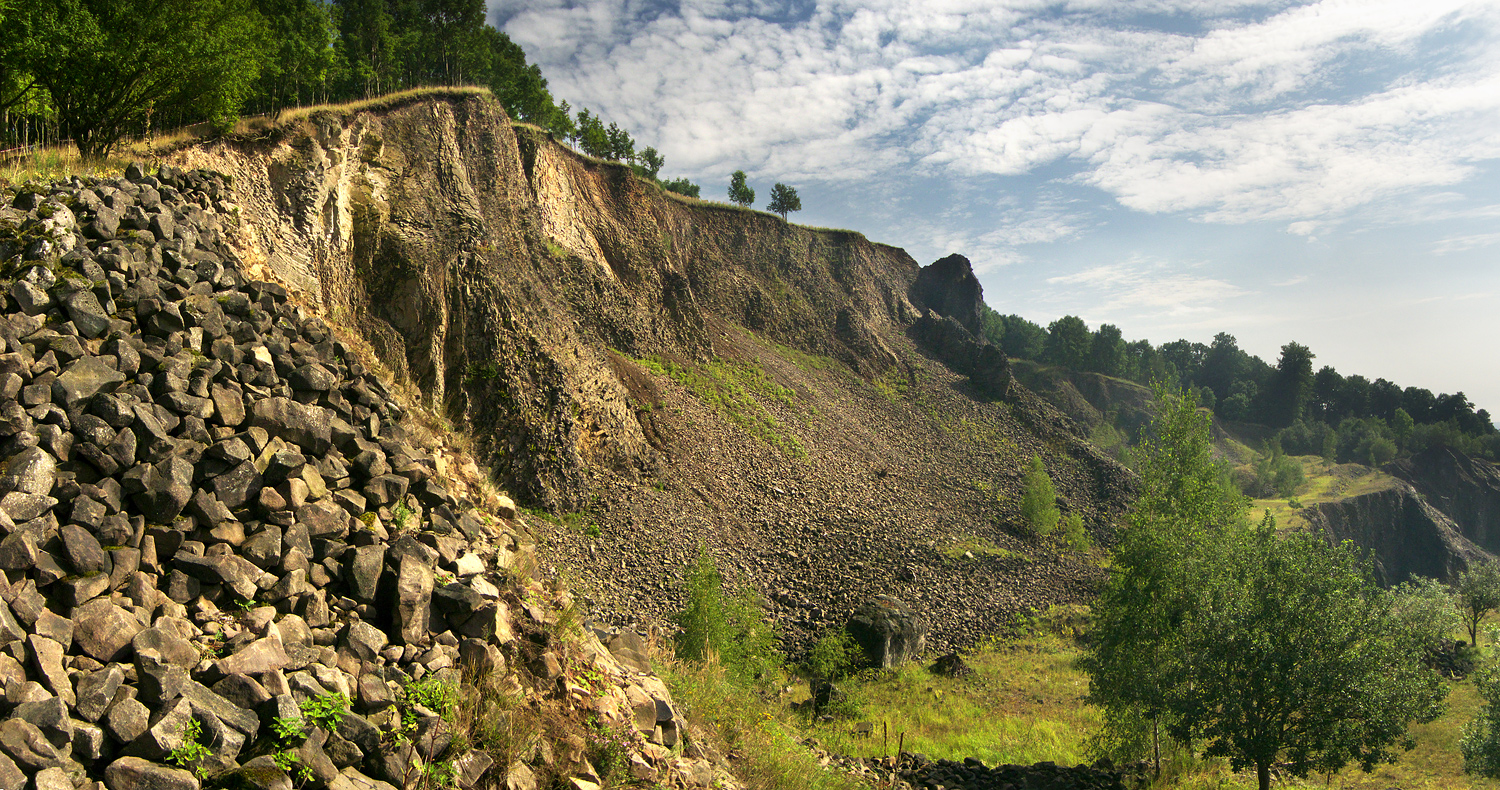
Lom v roce 2017
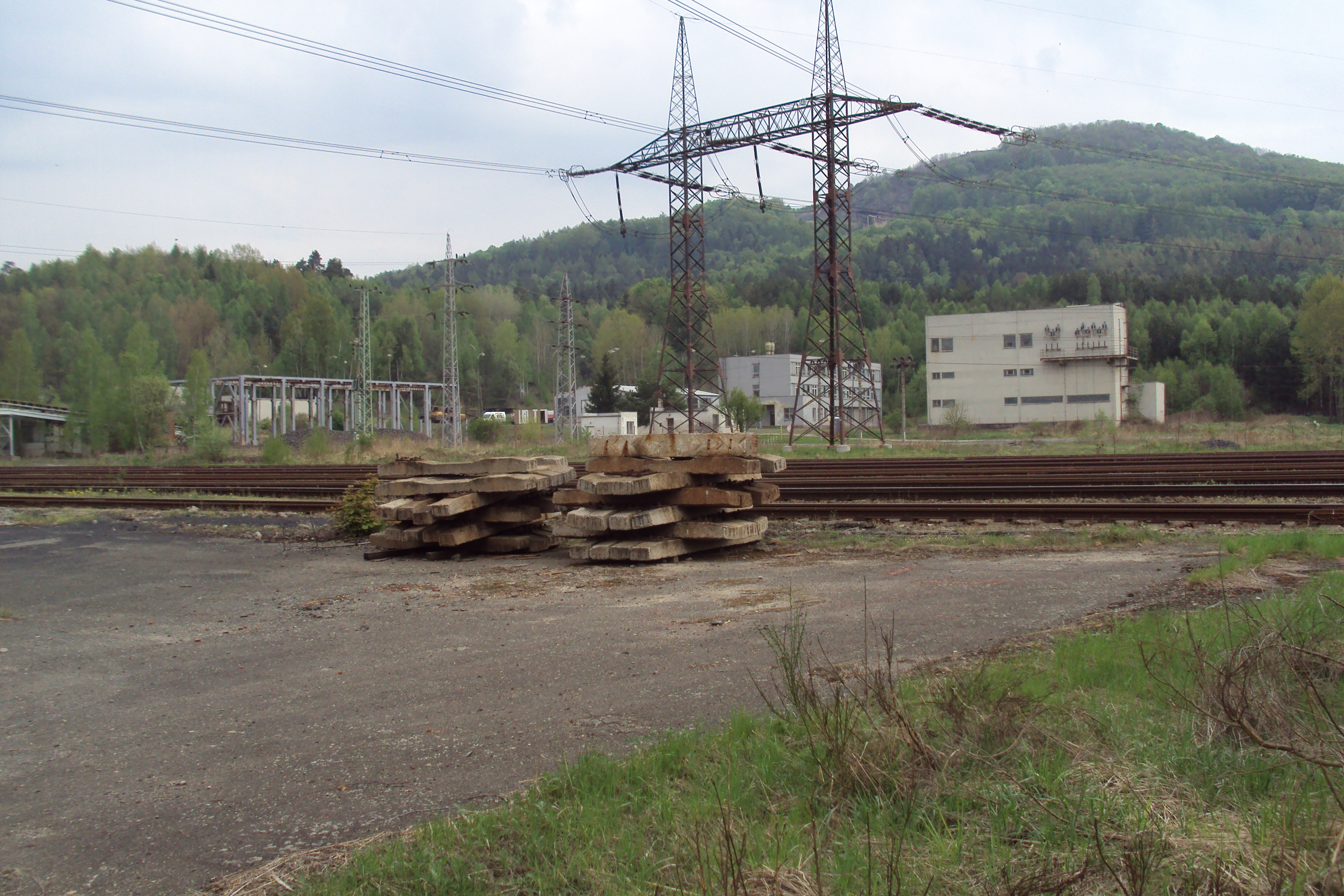
Budovy lomu na úpatí u trati

## Snaha kopec zachránit
Rok poté začala prosazovat ZO ČSOP v Praze provedení přírodovědné inventarizace Tlustce. Průzkum z let 1985 - 1990 prokázal 300 druhů vyšších rostlin, 62 druhů ptáků, 18 druhů savců a stovky druhů bezobratlých živočichů. Orgány státní ochrany přírody připravují vyhlášení východních svahů za chráněné území.
V roce 1993 lomy koupila ve veřejné soutěži firma Beron s.r.o (později zkrachovala), načež vznikla Nadace Lemberk požadující ukončení či omezení těžby. V roce 1997 Ministerstvo životního prostředí zpracovalo návrh na omezení těžby.
V roce 2011 požádala pražská firma Chlup o možnost obnovit těžbu velmi kvalitního čediče. Proti se ozval mj. Miroslav Šimonek, předseda Sdružení pro záchranu kopce Tlustec.
V roce 2012 vydal Krajský úřad Libereckého kraje s těžbou souhlas, ten však Ministerstvo ŽP následně zrušilo, těžba tedy v roce 2012 nepokračuje. Nedlouho poté upozornily ekologické organizace na pokus je uplatit, aby těžbu svými námitkami neblokovali. Následovalo soudní líčení.

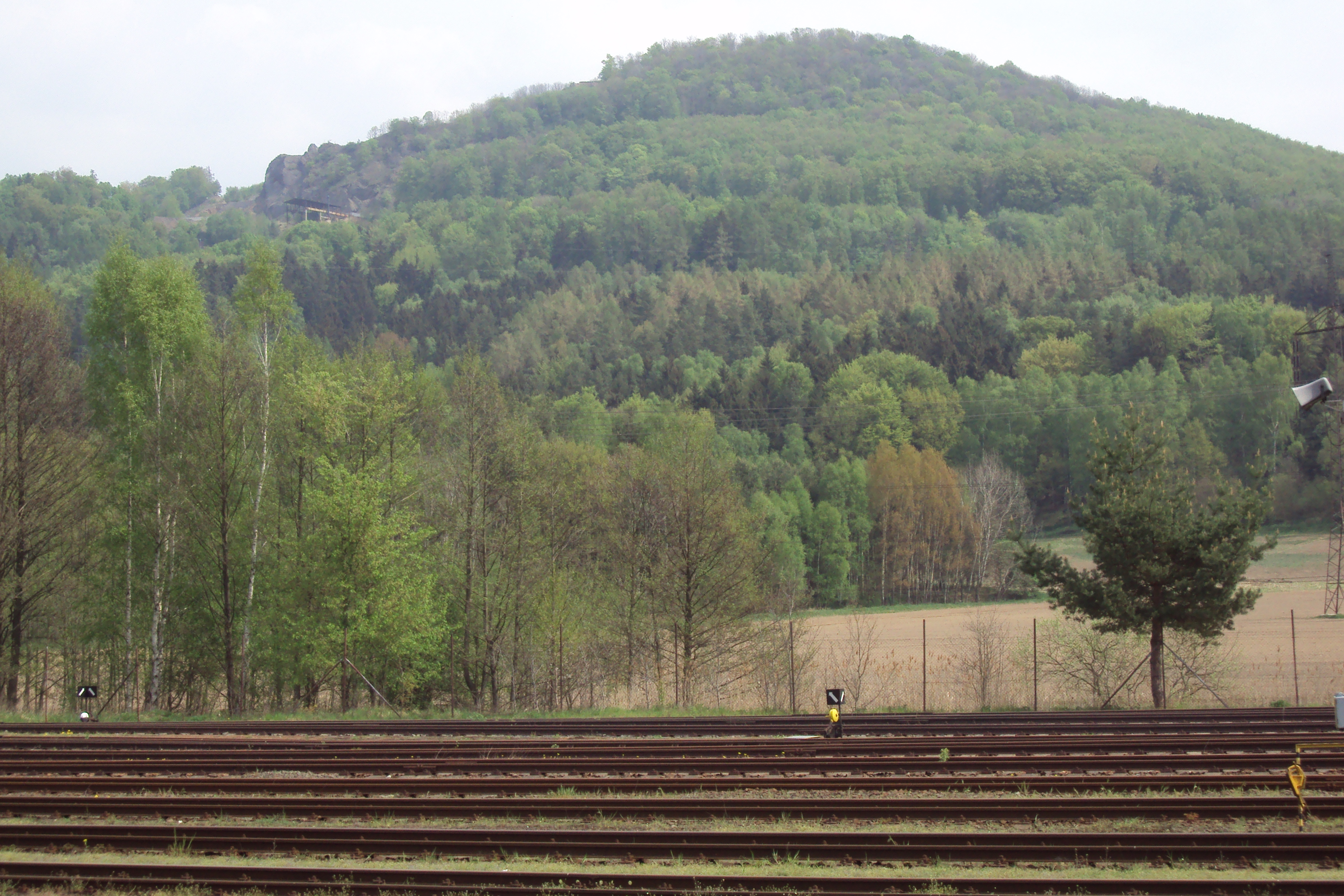
Tlustec z peronu železniční stanice Brniště

V roce 2013 soud neuvěřil ekologům, že došlo ke snaze je uplácet. Soud mimo jiné poukázal na to, že se jednalo o policejní provokaci.
Firma Kamenolom Brniště v září 2013 nabídla obci za umožnění těžby protihodnotou značné investice do silniční sítě. Obec předloží nabídku veřejné schůzi občanů.
V září 2013 Ministerstvo životního prostředí, pracoviště v Liberci neudělilo těžaři výjimku. Poté právníci těžařů sdělili médiím odhodlání podat na ministerstvo žalobu a zároveň uspořádali veřejné setkání s obyvateli Brniště.
K plánované Sanaci a rekultivaci vrchu Tlustec, který je více než 40 let uzavřen pro veřejnost, se v týdeníku Euro vyjádřil geolog a klimatolog Václav Cílek z Geologického ústavu Akademie věd ČR.
V roce 2017 Ministerstvo životního prostředí ČR opět zrušilo výjimku „ze zákazu škodlivě zasahovat do přirozeného vývoje, chytat, rušit, zraňovat nebo usmrcovat zvláště chráněné druhy živočichů“, kterou opět –  již potřetí – udělil ve prospěch těžařů Krajský úřad Libereckého kraje.